# Тиангуа
Тиангуа (порт. Tianguá)  —  муниципалитет в Бразилии, входит в штат Сеара. Составная часть мезорегиона Северо-запад штата Сеара. Входит в экономико-статистический  микрорегион Ибиапаба. Население составляет 64 612 человека на 2007 год. Занимает площадь 908,893 км². Плотность населения — 75,3 чел./км².
Праздник города —  31 июля. 

## История
Город основан в 1890 году.

## Статистика
- Валовой внутренний продукт на 2005 составляет 222.212.000,00 реалов (данные: Бразильский институт географии и статистики).
- Валовой внутренний продукт на душу населения на 2005 составляет 3.439,17 реалов (данные: Бразильский институт географии и статистики).
- Индекс развития человеческого потенциала на 2000 составляет 0,640 (данные: Программа развития ООН).

## География
Климат местности: тропический.